# Magda Thürey
Magda Thürey, geborene Bär (* 4. März 1899 in Hamburg; † 17. Juli 1945 ebenda) war eine deutsche Kommunistin und Widerstandskämpferin gegen den Nationalsozialismus.

## Leben

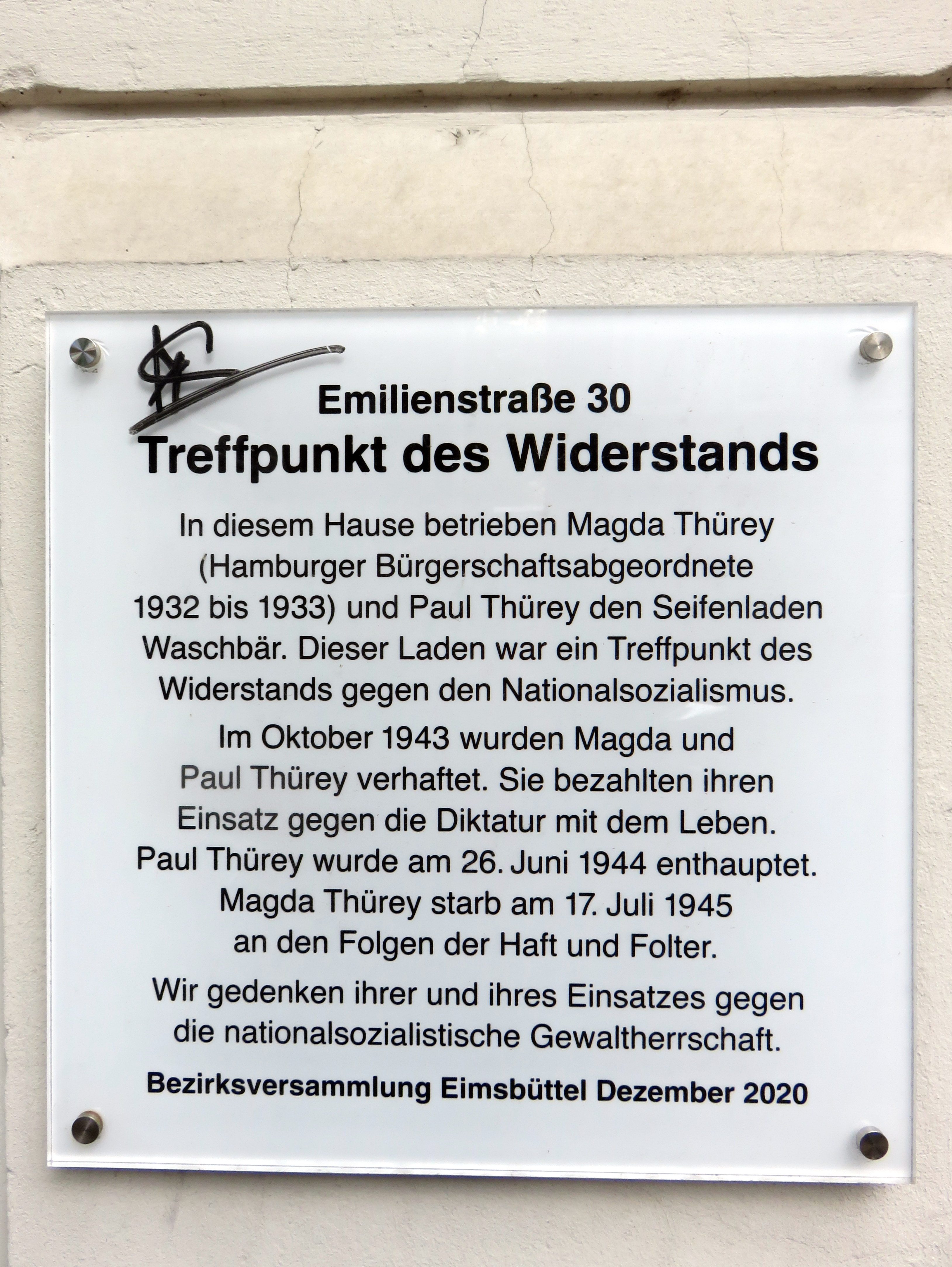
Gedenktafel Emilienstraße 30

Magda Thürey wuchs in einer Kapitänsfamilie auf und verbrachte ihre Kindheit mit ihrer Schwester am Grindel und in Hamburg-Harvestehude. Neun Jahre ging sie am Lyzeum „Emilie Wüstenfeld“ zur Schule. Von 1914 bis 1919 studierte sie am Lehrerseminar Hohe Weide in Hamburg-Eimsbüttel, und sie kritisierte das damalige autoritäre Schulsystem. Nach Abschluss der Seminarausbildung wurde sie als Lehrerin für Mädchen in der Schule an der Lutterothstraße eingestellt. Aktiv arbeitete sie in der Hamburger Lehrergewerkschaft mit und trat zu Beginn der 1920er Jahre der KPD bei. 1932 wurde sie in die Hamburgische Bürgerschaft gewählt.
Magda Thürey wurde 1933 aus dem Schuldienst entlassen. Als sie im selben Jahr Paul Thürey heiratete, war dieser arbeitslos und konnte für ihren Unterhalt nicht aufkommen. In der Emilienstraße richtete sie von ihrem Erspartem einen Seifenladen ein, den sie Waschbär nannte. Der unauffällige Seifenladen wurde im Widerstand zum Treffpunkt, später auch mit der Bästlein-Jacob-Abshagen-Gruppe und Zwischenlager für Druckschriften, Flugblätter und Terminpläne der Widerstandsorganisation. Hier fanden viele illegale Treffen statt. Das sichere Versteck wurde am 30. Oktober 1943 verraten, und Magda Thürey wurde verhaftet. Der Seifenladen blieb erhalten und wurde von der Gestapo als Falle genutzt, so dass es zu weiteren Verhaftungen kam.
Die Gestapo nahm Magda Thürey im Oktober 1943 in „Schutzhaft“ und sperrte sie ins Gefängnis Fuhlsbüttel. Während der Haft wurde sie trotz schwerer Krankheit brutal behandelt und erhielt keine Nahrung. Der Gesundheitszustand von Magda Thürey verschlechterte sich zusehends. Sie litt außerdem seit Jahren an Multipler Sklerose. Erst als sie vollkommen bewegungsunfähig war, wurde sie in das Krankenhaus Langenhorn (heute Asklepios Klinik Nord) verlegt. Von hier konnte sie nach der Befreiung von ihrem Bruder, Curt Bär, nach Hause geholt werden.

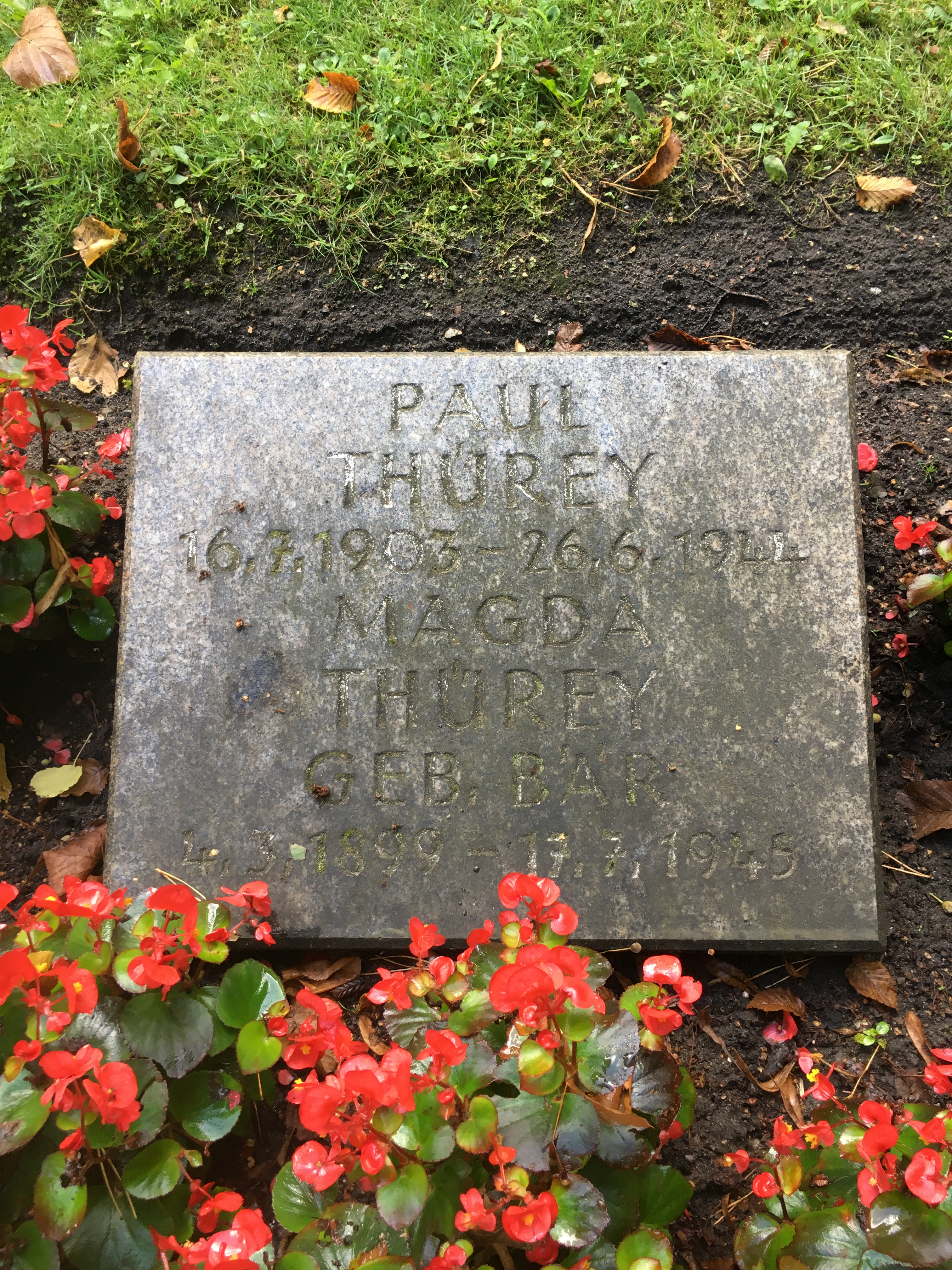
Grabplatte auf dem Ehrenfeld der Geschwister-Scholl-Stiftung

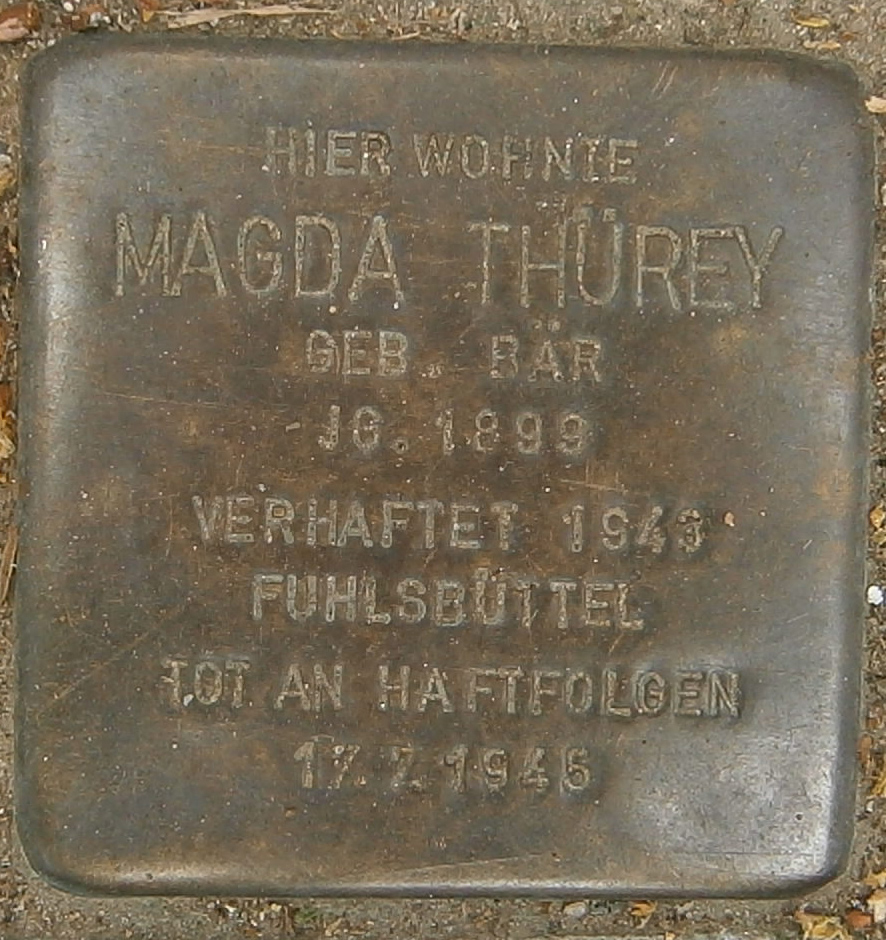
Stolperstein in der Emilienstraße 30

Etwa zwölf Wochen nach ihrer Befreiung durch britische Truppen im Krankenhaus Langenhorn starb Magda Thürey am 17. Juli zu Hause bei ihrem Bruder an den Folgen der 18-monatigen Gestapohaft.
Am Begräbnis von Magda Thürey reichten sich Karl Meitmann (SPD) und Friedrich Dettmann (KPD) die Hand und schworen: „Nie wieder Bruderkrieg!“

## Ehrungen
Das Ehepaar Thürey ist auf dem Ehrenfeld der Geschwister-Scholl-Stiftung auf dem Friedhof Ohlsdorf im Planquadrat Bn 73 Nr. 93 begraben.
 1981 wurde in Hamburg-Niendorf die Thüreystraße nach Magda und Paul Thürey benannt. Die DKP hat ihren Hamburger Sitz in der Lindenallee 72 Magda-Thürey-Zentrum benannt.
In der Emilienstraße 30, ihrem letzten Wohnhaus vor der Verhaftung, wurde ein Stolperstein für sie verlegt. Am 22. April 1987 wurde eine Namenstafel am Mahnmal Tisch mit 12 Stühlen zu Ehren der Widerstandskämpfer in Hamburg-Niendorf angebracht.